# Мануэль Орлеанский
Мануэль Луис д’Орлеанс и де Ваттевиль (исп. Manuel Luiz d'Orléans y de Watteville, 25 августа 1677 — 14 мая 1740), 2-й граф Шарни, герцог Кастелламмаре — испанский генерал французского происхождения, служил Испании и Неаполитанскому королевству.

## Биография
Был незаконным сыном Луи Орлеанского, графа Шарни, который в свою очередь являлся незаконным сыном Гастона Орлеанского — сына французского короля Генриха IV. Его отец сражался на стороне испанского короля во время португальской войны за независимость, поэтому сын тоже оказался на испанской службе.
В 1698 году вступил в Орден Сантьяго. Во время войны за испанское наследство сражался на стороне Филиппа V, в 1707 году принял участие в сражении при Альмансе, затем был назначен губернатором Дении и инспектором пехоты в королевствах Валенсия, Мурсия, Арагон и Каталония. В 1719 году стал генерал-лейтенантом. В 1721—1725 годах был генерал-капитаном Арагона. В 1725—1731 годах был губернатором Сеуты, где на западной стене укрепления Контрагвардия-де-Сан-Франсиско-Хавьер до сих пор можно видеть его геральдический щит.
После того, как в 1731 году испанский инфант Карлос унаследовал титул герцога Пармы и Пьяченцы, Мануэль оставил Сеуту и 26 октября во главе контингента из 6 тысяч солдат прибыл в Ливорно, чтобы отстаивать его права на Пармское герцогство и Великое герцогство Тосканское. Когда в 1733 году разразилась война за польское наследство, то Мануэль стал 2-м в иерархии командования армии, отправившейся на завоевание Южной Италии. Во время взятия Неаполя принял участие в осаде форта Сант-Эльмо, который капитулировал 25 апреля, спустя пять дней.
После того, как была провозглашена независимость Неаполитанского королевства и Карлос отправился завоёвывать Сицилийское королевство, Мануэль был назначен в его отсутствие вице-королём и занимал этот пост с 3 января по 12 июля 1735 года. 23 декабря 1735 года стал государственным канцлером Неаполитанского королевства и принял участие в создании армии королевства. В 1736 году получил неаполитанский титул герцога Кастелламмаре. 14 апреля 1737 года королевским указом был назначен первым генерал-капитаном Неаполитанской армии и занимал этот пост вплоть до своей смерти.
В 1740 году был произведён в гранды Испании 1-го класса.